# Effen bosral
De effen bosral (Amaurolimnas concolor) is een vogel uit de familie van de Rallen, koeten en waterhoentjes (Rallidae).

## Verspreiding en leefgebied
Deze soort komt wijdverspreid voor in Zuid-Amerika en telt drie ondersoorten, waarvan één is uitgestorven:
- A. c. guatemalensis: zuidelijk Mexico tot Ecuador.
- A. c. castaneus: Venezuela, de Guiana's, Brazilië, oostelijk Peru en oostelijk Bolivia.

### Uitgestorven
- † A. c. concolor: Jamaica.

## Status
De grootte van de populatie is in 2019 geschat op 50-500 duizend volwassen vogels. Op de Rode lijst van de IUCN heeft deze soort de status niet bedreigd.